# Enrico III di Slesia
Enrico III di Slesia (in polacco: Henryk III Biały, "Enrico III il Bianco") (1227/1230 – 3 dicembre 1266) fu Duca di Slesia dal 1248 fino alla morte, co-regnante insieme al fratello Ladislao. Era membro dei Piast di Slesia.

## Biografia
Era il terzo figlio del gran duca polacco Enrico II il Pio e della moglie Principessa Anna, figlia del re Ottocaro I di Boemia appartenente alla dinastia Přemyslide. Dopo la morte eroica di suo padre nella battaglia di Legnica il 9 aprile 1241, Enrico III era ancora minorenne e si trovò sotto la cura della madre insieme ai suoi fratelli più giovani, Corrado e Ladislao.
Nel 1242, l'inaspettata morte di suo fratello Mieszko, lo mise al secondo posto immediatamente dopo il suo fratello maggiore Boleslao II il Calvo. Da allora, divenne capo dell'opposizione politica nella Bassa Slesia contro il governo di Boleslao II.

## Ducato di Breslavia
La prima apparizione di Enrico III da adulto si trova solo nel 1247; tuttavia, Boleslao II non aveva alcuna intenzione di condividere il potere con lui. Cambiò idea solo dopo la rivolta dei suoi fratelli, che addirittura lo catturarono. Enrico III fu nominato co-governatore con suo fratello maggiore. La collaborazione tra i fratelli non fu molto buona e un anno dopo, sotto la pressione di Enrico III, decisero di creare una divisione dei distretti Legnica-Głogów-Lubusz e Breslavia. Boleslao, come fratello maggiore, ebbe l'opportunità di scegliere il suo distretto; decise per Legnica, perché era stato scoperto l'oro nei fiumi Kaczawa e Wierzbiak.
Boleslao II può aver sperato che Enrico III abbia incontrato serie difficoltà con Breslavia (che aveva ricevuto nella divisione), in modo che alla fine il ducato sarebbe tornato da lui. Queste aspettative, tuttavia, furono deluse. Enrico III era un sovrano forte e quasi subito poté imporre la sua volontà alla potente nobiltà. Un ulteriore punto dell'accordo era l'obbligo di offrire ospitalità ai fratelli minori, Corrado e Ladislao, che erano destinati alla carriera religiosa. I tentativi riusciti di Enrico III di far entrare Ladislao nella Chiesa avevano un contrasto totale con i rapporti tra Boleslao e Corrado. Tra di loro c'erano diverse controversie, in particolare dopo che Corrado aveva reclamato il proprio distretto e si era rifiutato di diventare sacerdote. La guerra aperta tra Enrico III (che sosteneva Corrado) e Boleslao II era solo una questione di tempo.
Boleslao II, senza fondi, cominciò a temere la prospettiva di un conflitto armato con i suoi fratelli. Per ottenere le risorse necessarie per condurre la guerra, decise di vendere metà di Lubusz all'Arcivescovo di Magdeburgo. Sfortunatamente per lui, anche Enrico III iniziò a cercare un alleato tra i governanti di Meissen. Sconfitto, Boleslao II fu costretto a dare il distretto di Głogów (Glogau) a Corrado, che desiderava far rispettare l'intervento di Enrico III su Legnica nel 1250. Quando Corrado decise per il rapimento di Boleslao II, anche per il sovrano di Breslavia era troppo, che nelle sue relazioni con i fratelli, cercava ora di evitare i conflitti aperti. Solo nel 1253, quando l'autorità di Boleslao II crollò completamente, Enrico III lo aiutò a tornare nel suo ducato.

### Alleanza con la Boemia e guerra contro i duchi della Grande Polonia
Tra il 1250 e il 1260 Enrico III divenne il più potente duca Piast della Bassa Slesia. Di conseguenza, non sorprende che fosse attivo nella politica internazionale. Enrico III fece alleanze con i suoi parenti, i duchi di Opole e Głogów, e con i re di Boemia, Venceslao I e Ottocaro II (negli anni 1251, 1252, 1259, 1261 Enrico III fu alla corte reale di Praga). La collaborazione con i Přemyslidi, tuttavia, non stava avendo i risultati attesi. Dopo che la Boemia decise di interferire nella successione austriaca di Babenberg con il sostegno degli inglesi, Enrico III decise di riaffermare la sua alleanza con loro e ripudiò il suo trattato con i sovrani della Grande Polonia, Premislao I e Boleslao il Pio e la dinastia degli Arpadi. Questi decisero di punire Enrico III e durante il 1253-1254 il ducato di Breslavia fu assediato e saccheggiato. Tentativi di forzare le concessioni, sia per ricatto o la corruzione (lo scambio di Dańkow del 1262, promesso da Enrico III a Boleslao il Pio e Boleslao V il Casto se fossero passati dalla parte della Boemia, non produsse un risultato positivo.

### Politica interna e rapporti con la nobiltà
Nella politica interna, Enrico III cercò di difendere le prerogative della dinastia dei Piast, e la chiesa lo sostenne attivamente, perché Enrico III sostenne il vescovo Tommaso di Breslavia contro Boleslao II nelle loro dispute. Questa particolare politica non piaceva alla nobiltà di Breslavia; nel 1266 scoppiarono numerosi scontri tra nobili e cavalieri, che contribuirono alla morte prematura del Duca.
Un'altra manifestazione del dominio di Enrico III fu l'intensa colonizzazione tedesca della Bassa Slesia, che contribuì significativamente alla crescita e alla prosperità del suo ducato. Molte città furono fondate in questo periodo e a Ostrów Tumski a Breslavia fu costruito un enorme castello. Anche Enrico III sostenne generosamente gli artisti nella sua corte. Nel XIII secolo, il tedesco era la lingua della politica.

### Rivolta del 1266
La politica interna dittatoriale di Enrico III portò a una ribellione dei cittadini. Il pretesto emerse a metà anno 1266 quando questi tentarono di forzare una divisione del ducato di Breslavia tra Enrico III e suo fratello Arcivescovo Ladislao di Salisburgo. Ladislao non era il capo della rivolta e questa lo sorprese. Le sue origini sono certamente da cercare tra i nobili.
Lo storico polacco Jerzy Mularczyk, individua due possibili capi della rivolta: primo, il vescovo Tommaso di Breslavia, che, approfittando dell'evidente debolezza di Enrico III, cercò di rafforzare la posizione della chiesa; ma dopo aver visto come il Duca concentrava tutto il potere nelle sue mani e spogliava la nobiltà dai suoi privilegi, temeva che ciò avvenisse anche con la gerarchia della Chiesa, che certamente non permise.
Il secondo possibile leader fu Boleslao II il Calvo che sperava, in caso di eventuale divisione del Ducato di Breslavia e della prevista morte di Ladislao senza eredi - perché seguisse la carriera spirituale - di recuperare almeno un terzo di Breslavia (i restanti due terzi sarebbero rimasti a Enrico III, l'altro fratello Corrado e i loro discendenti) per lui o per i suoi successori. Il riavvicinamento tra il vescovo Tommaso e Boleslao II fu dimostrato da un documento in cui il duca di Legnica chiamava il vescovo Tommaso il suo "compater noster", un modo insolito di riferirsi a qualcuno che supponeva uno stretto legame tra loro. Tuttavia, non esistevano prove dirette per questa teoria. Della rivolta di metà anno 1266 poco si sa, ma certamente fallì, poiché il ducato non fu diviso.

### Morte
Per Enrico III non era il momento di celebrare il suo successo, perché solo pochi mesi dopo morì improvvisamente a soli trentanove anni. Come è comune in tali situazioni, ben presto iniziarono voci circa un avvelenamento. Ciò si riflette nella Kronika polska scritta dal monaco Engelbert intorno al 1283-1285.
Le circostanze innaturali della sua morte suggeriscono che alcuni dei Duchi di Slesia forse avevano cospirato contro di lui, e questa teoria non è infondata. Ciò è stato dimostrato dagli ultimi mesi della vita di Enrico III, poiché trascorse tutto questo tempo a combattere contro l'opposizione interna del suo governo. Di certo c'era un folto gruppo di persone colpite dalle punizioni del Duca dopo la fine della rivolta che volevano eliminarlo.
La partecipazione dei due possibili leader della rivolta della metà del 1266, il vescovo Tommaso e Boleslao II il Calvo, sembra improbabile. I loro benefici dalla morte di Enrico III erano piccoli: Breslavia passò nelle mani di Enrico IV, un minorenne, sotto la reggenza dell'Arcivescovo Ladislao, che non cambia la politica del suo defunto fratello. La richiesta di Enrico III morente di estendere la regola della reggenza di Ladislao fu fatta con il chiaro scopo di ridurre il sospetto di colpevolezza nei suoi confronti. Colpevole per la sua morte dovrebbe quindi essere trovato principalmente tra quelli insoddisfatti della regola dei cavalieri.
Oltre alla Kronika polska, la misteriosa morte di Enrico III fu scritta anche sulla sua lapide: Anno domini Millesimo, Nonas Decembris obiit veneno inclitus dux Wratislaviensis Henricus tertius, secundus filius secundi Henrici, a Thartaris. Da lì, questa informazione sarà ricevuta dalla Cronaca dei Duchi di Slesia e dalla genealogia e dalla vita di S. Edvige di Jan Długosz.
L'anno della morte di Enrico III è assolutamente certo, come confermato da tutte le fonti documentarie e orali di quel tempo. Tuttavia, ci sono disparità sul giorno esatto. Il 3 dicembre è stato confermato come il più probabile, anche se ci sono anche date di date: 1 dicembre, 5 dicembre e 29 novembre. Enrico III fu sepolto in una chiesa di Breslavia, che era ancora in costruzione.

### Matrimonio e discendenza
Il 2 giugno 1252, Enrico III sposò Giuditta (n. 1222/25 – m. 4 dicembre 1257/65?), figlia del duca Corrado di Masovia e vedova di Miecislao II il Grasso, duca di Opole. Ebbero due figli:
- Edvige (n. ca. 1256 – m. dopo il 14 dicembre 1300), sposata la prima volta nel 1271/72 con Enrico, Signore di Pleissnerland - figlio maggiore di Alberto II, Margravio di Meissen-, e la seconda volta nel 1283 con Ottone I, Principe di Anhalt-Aschersleben.
- Enrico IV il Probo (n. ca. 1258 – m. 24 giugno 1290).

Poco prima della sua morte nel 1266, Enrico III sposò Elena (n. 1247 – m. 12 giugno 1309), figlia di Alberto I, duca di Sassonia. Non ebbero figli.

## Ascendenza
|                      |                        |                       | Genitori               |  |  | Nonni |  |  | Bisnonni          |  |  | Trisnonni              |  |
|                      |                        |                       |                        |  |  |       |  |  | Boleslao I l'Alto |  |  | Ladislao II l'Esiliato |  |
|                      |                        |                       |                        |  |  |       |  |  | Boleslao I l'Alto |  |  | Ladislao II l'Esiliato |  |
|                      |                        | Agnese di Babenberg   |                        |  |  |       |  |  | Boleslao I l'Alto |  |  |                        |  |
| Enrico I il Barbuto  |                        |                       |                        |  |  |       |  |  | Boleslao I l'Alto |  |  |                        |  |
|                      |                        | Cristina di Slesia    | …                      |  |  |       |  |  |                   |  |  |                        |  |
|                      |                        | Cristina di Slesia    | …                      |  |  |       |  |  |                   |  |  |                        |  |
|                      |                        | Cristina di Slesia    | …                      |  |  |       |  |  |                   |  |  |                        |  |
| Enrico II il Pio     |                        | Cristina di Slesia    |                        |  |  |       |  |  |                   |  |  |                        |  |
|                      |                        | Bertoldo IV d'Andechs | Bertoldo I d'Istria    |  |  |       |  |  |                   |  |  |                        |  |
|                      |                        | Bertoldo IV d'Andechs | Bertoldo I d'Istria    |  |  |       |  |  |                   |  |  |                        |  |
|                      |                        | Bertoldo IV d'Andechs | Edvige di Wittelsbach  |  |  |       |  |  |                   |  |  |                        |  |
| Edvige di Andechs    |                        | Bertoldo IV d'Andechs |                        |  |  |       |  |  |                   |  |  |                        |  |
|                      |                        | Agnese di Rochlitz    | Dedi III di Lusazia    |  |  |       |  |  |                   |  |  |                        |  |
|                      |                        | Agnese di Rochlitz    | Dedi III di Lusazia    |  |  |       |  |  |                   |  |  |                        |  |
|                      |                        | Agnese di Rochlitz    | Matilde di Heinsberg   |  |  |       |  |  |                   |  |  |                        |  |
| Enrico III di Slesia |                        | Agnese di Rochlitz    |                        |  |  |       |  |  |                   |  |  |                        |  |
|                      | Vladislao II di Boemia | Vladislao I di Boemia |                        |  |  |       |  |  |                   |  |  |                        |  |
|                      | Vladislao II di Boemia | Vladislao I di Boemia |                        |  |  |       |  |  |                   |  |  |                        |  |
|                      | Vladislao II di Boemia | Richeza di Berg       |                        |  |  |       |  |  |                   |  |  |                        |  |
| Ottocaro I di Boemia | Vladislao II di Boemia |                       |                        |  |  |       |  |  |                   |  |  |                        |  |
|                      |                        | Giuditta di Turingia  | Ludovico I di Turingia |  |  |       |  |  |                   |  |  |                        |  |
|                      |                        | Giuditta di Turingia  | Ludovico I di Turingia |  |  |       |  |  |                   |  |  |                        |  |
|                      |                        | Giuditta di Turingia  | Edvige di Gudensberg   |  |  |       |  |  |                   |  |  |                        |  |
| Anna di Boemia       |                        | Giuditta di Turingia  |                        |  |  |       |  |  |                   |  |  |                        |  |
|                      |                        | Béla III d'Ungheria   | Géza II d'Ungheria     |  |  |       |  |  |                   |  |  |                        |  |
|                      |                        | Béla III d'Ungheria   | Géza II d'Ungheria     |  |  |       |  |  |                   |  |  |                        |  |
|                      |                        | Béla III d'Ungheria   | Efrosin'ja Mstislavna  |  |  |       |  |  |                   |  |  |                        |  |
| Costanza d'Ungheria  |                        | Béla III d'Ungheria   |                        |  |  |       |  |  |                   |  |  |                        |  |
|                      |                        | Agnese d'Antiochia    | Rinaldo di Châtillon   |  |  |       |  |  |                   |  |  |                        |  |
|                      |                        | Agnese d'Antiochia    | Rinaldo di Châtillon   |  |  |       |  |  |                   |  |  |                        |  |
|                      |                        | Agnese d'Antiochia    | Costanza d'Antiochia   |  |  |       |  |  |                   |  |  |                        |  |
|                      |                        | Agnese d'Antiochia    |                        |  |  |       |  |  |                   |  |  |                        |  |